# Pigeon Mountain (Neuseeland)

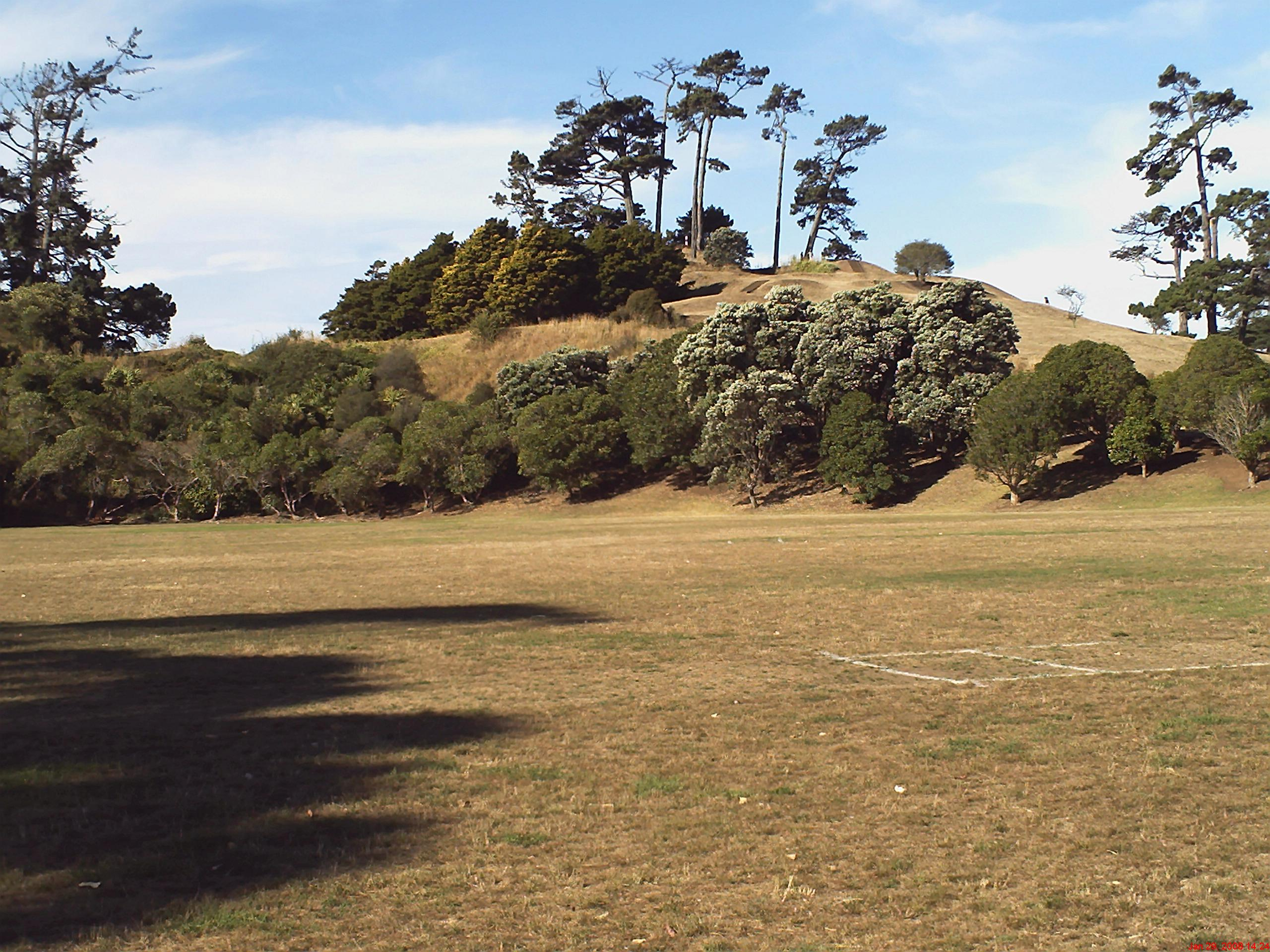
Pigeon Mountain und Teil des Spielfeldes

Pigeon Mountain (Māori: Ohuiarangi) ist ein 55 m hoher Schlackenkegel an der Half Moon Bay nahe Bucklands Beach in Auckland auf der Nordinsel Neuseelands. Er ist Teil des Auckland Volcanic Field. Er wird für wissenschaftliche Schulausflüge genutzt. Die gesamte Nordseite des Berges fiel einem Steinbruch zum Opfer. Der Berg war Standort eines Pā der Māori und einige der Terrassen sind noch erhalten. Durch Studenten des Pakuranga College wurden in den 1960er Jahren Schädel und Artefakte ausgegraben.
Der Berg ist öffentlich zugänglich, er bietet einen guten Ausblick. Die Nordseite ist wegen des fast 30 m tiefen fast senkrechten Abhanges eingezäunt.
In der Südwestecke befindet sich ein Sportplatz mit Umkleiden, der wegen des Schlackenuntergundes eine gute natürliche Entwässerung hat. Im Steinbruch auf der Nordwestseite befinden sich eine BMX-Strecke und ein Gruppenheim der Pfadfinder.